# Alexandra Carpenter
Alexandra "Alex" Carpenter, född den 13 april 1994 i Cambridge, Massachusetts i USA, är en amerikansk ishockeyspelare.
Hon tog OS-silver i damernas ishockeyturnering i samband med de olympiska ishockeytävlingarna 2014 i Sotji.
År 2015 tilldelades hon utmärkelsen Patty Kazmaier Memorial Award för bästa kvinnliga collegespelare i ishockey i USA.
Carpenter är dotter till den före detta ishockeyspelaren Bobby Carpenter, som spelade fler än 1 000 matcher i National Hockey League (NHL) och vann tre Stanley Cup-titlar med New Jersey Devils.